# Danh sách cầu thủ tham dự Giải vô địch bóng đá U-19 châu Á 2008
Mỗi đội đăng ký 23 cầu thủ để bước vào giải đấu. Tuổi của các cầu thủ tính đến ngày 31 tháng 10 năm 2008, thời điểm khai mạc giải đấu.

## Bảng A

### Nhật Bản
Huấn luyện viên:  Tatsuya Makiuchi

| Số | VT | Cầu thủ           | Ngày sinh (tuổi)            | Trận | Bàn | Câu lạc bộ          |
| -- | -- | ----------------- | --------------------------- | ---- | --- | ------------------- |
| 1  | TM | Shuichi Gonda     | 3 tháng 3, 1989 (19 tuổi)   |      |     | FC Tokyo            |
| 2  | HV | Shoma Kamata      | 15 tháng 6, 1990 (18 tuổi)  |      |     | Shonan Bellmare     |
| 4  | HV | Takashi Kanai     | 5 tháng 2, 1989 (19 tuổi)   |      |     | Yokohama F. Marinos |
| 5  | HV | Taisuke Muramatsu | 16 tháng 12, 1990 (17 tuổi) |      |     | Honda FC            |
| 6  | TV | Takuya Aoki       | 16 tháng 9, 1989 (19 tuổi)  |      |     | Omiya Ardija        |
| 7  | TV | Shinji Kagawa     | 17 tháng 3, 1989 (19 tuổi)  |      |     | Cerezo Osaka        |
| 8  | TV | Kota Mizunuma     | 22 tháng 2, 1990 (18 tuổi)  |      |     | Yokohama F. Marinos |
| 11 | TĐ | Keisuke Endo      | 20 tháng 3, 1989 (19 tuổi)  |      |     | Mito Hollyhock      |
| 12 | TV | Kohei Shimoda     | 8 tháng 4, 1989 (19 tuổi)   |      |     | FC Tokyo            |
| 13 | TV | Tomotaka Okamoto  | 29 tháng 6, 1989 (19 tuổi)  |      |     | Sanfrecce Hiroshima |
| 14 | TV | Kosuke Yamamoto   | 29 tháng 10, 1989 (19 tuổi) |      |     | Jubilo Iwata        |
| 15 | TV | Yoichiro Kakitani | 3 tháng 1, 1990 (18 tuổi)   |      |     | Cerezo Osaka        |
| 16 | HV | Jun Sonoda        | 23 tháng 1, 1989 (19 tuổi)  |      |     | Kawasaki Frontale   |
| 17 | TV | Hiroki Miyazawa   | 28 tháng 6, 1989 (19 tuổi)  |      |     | Consadole Sapporo   |
| 18 | TV | Jun Suzuki        | 22 tháng 4, 1989 (19 tuổi)  |      |     | Avispa Fukuoka      |
| 20 | TV | Hiroki Kawano     | 30 tháng 3, 1989 (19 tuổi)  |      |     | Tokyo Verdy         |
| 21 | TM | Takuya Matsumoto  | 6 tháng 2, 1989 (19 tuổi)   |      |     | Juntendo University |
| 23 | TV | Koki Otani        | 8 tháng 4, 1989 (19 tuổi)   |      |     | Urawa Reds          |
| 25 | TĐ | Kensuke Nagai     | 5 tháng 3, 1989 (19 tuổi)   |      |     | Fukuoka University  |
| 29 | TV | Fumiya Kogure     | 28 tháng 6, 1989 (19 tuổi)  |      |     | Albirex Niigata     |
| 36 | HV | Kazunari Ohno     | 4 tháng 8, 1989 (19 tuổi)   |      |     | Albirex Niigata     |
| 40 | TV | Genki Haraguchi   | 9 tháng 5, 1991 (17 tuổi)   |      |     | Urawa Reds          |
| 50 | TV | Yuki Yoshida      | 3 tháng 5, 1989 (19 tuổi)   |      |     | Kawasaki Frontale   |

### Yemen
Huấn luyện viên: Abdullah Mohammed Fodel.

| Số | VT | Cầu thủ                       | Ngày sinh (tuổi)          | Trận | Bàn | Câu lạc bộ |
| -- | -- | ----------------------------- | ------------------------- | ---- | --- | ---------- |
| 30 | TM | Mohammed Al-WESABI            | 1 tháng 1, 1989 (19 tuổi) |      |     | Yemen      |
| 1  | TM | Ali Abdulrazzaq AL-Ansi       | 1 tháng 1, 1989 (19 tuổi) |      |     | Yemen      |
| 18 | TM | Abdullah Mohammed Al-Shaibani | 1 tháng 1, 1989 (19 tuổi) |      |     | Yemen      |
| 4  | HV | Basem Saeed AL-Aquel          | 1 tháng 1, 1989 (19 tuổi) |      |     | Yemen      |
| 14 | HV | Faisal Fahd Mohammed          | 1 tháng 1, 1989 (19 tuổi) |      |     | Yemen      |
| 21 | HV | Hamada Ahmed Al-Zubairi       | 1 tháng 1, 1989 (19 tuổi) |      |     | Yemen      |
| 25 | HV | Hadi Yaslam Saeed             | 1 tháng 1, 1989 (19 tuổi) |      |     | Yemen      |
| 2  | HV | Ammar Abdullah Qaidkhalaqi    | 1 tháng 1, 1989 (19 tuổi) |      |     | Yemen      |
| 3  | HV | Mohammed Fuad Mohammed        | 1 tháng 1, 1989 (19 tuổi) |      |     | Yemen      |
| 6  | HV | Ala Saif Mohammed Ali         | 1 tháng 1, 1989 (19 tuổi) |      |     | Yemen      |
| 16 | HV | Wail Abdullah Al-Mesri        | 1 tháng 1, 1989 (19 tuổi) |      |     | Yemen      |
| 23 | HV | Akram Salem Hussein Omar      | 1 tháng 1, 1989 (19 tuổi) |      |     | Yemen      |
| 26 | HV | Ala Ahmed Saeed Blaidi        | 1 tháng 1, 1989 (19 tuổi) |      |     | Yemen      |
| 5  | TV | Hussein Al-Ghazi              | 1 tháng 1, 1989 (19 tuổi) |      |     | Al-Saqr    |
| 8  | TV | Maged Yahya Ali Aqel          | 1 tháng 1, 1989 (19 tuổi) |      |     | Yemen      |
| 11 | TV | Najib Ahmed AL-Haddad         | 1 tháng 1, 1989 (19 tuổi) |      |     | Yemen      |
| 15 | TV | Rian Mohammed Ali Haikl       | 1 tháng 1, 1989 (19 tuổi) |      |     | Yemen      |
| 9  | TĐ | Muaadh Ali Al-Ameri           | 1 tháng 1, 1989 (19 tuổi) |      |     | Yemen      |
| 17 | TĐ | Ammar Mohammed Al-Blay        | 1 tháng 1, 1989 (19 tuổi) |      |     | Yemen      |
| 7  | TĐ | Mohammed AL-Khadher           | 1 tháng 1, 1989 (19 tuổi) |      |     | Yemen      |
| 19 | TĐ | Zaid Ahmed Hasan Salah        | 1 tháng 1, 1989 (19 tuổi) |      |     | Yemen      |

## Bảng B

### Hàn Quốc
Huấn luyện viên:  Cho Dong-Hyun

| Số | VT | Cầu thủ         | Ngày sinh (tuổi)           | Trận | Bàn | Câu lạc bộ             |
| -- | -- | --------------- | -------------------------- | ---- | --- | ---------------------- |
| 1  | TM | Lee Beom-Young  | 2 tháng 4, 1989 (19 tuổi)  |      |     | Busan IPark            |
| 2  | HV | Jung Joon-Yeon  | 30 tháng 4, 1989 (19 tuổi) |      |     | Chunnam Dragons        |
| 3  | HV | Yun Suk-Young   | 13 tháng 2, 1990 (18 tuổi) |      |     | Chunnam Dragons        |
| 4  | HV | Oh Jae-Suk      | 4 tháng 1, 1990 (18 tuổi)  |      |     | Kyunghee University    |
| 5  | HV | Kim Young-Gwon  | 27 tháng 2, 1990 (18 tuổi) |      |     | Jeonju University      |
| 6  | TV | Moon Ki-Han     | 17 tháng 3, 1989 (19 tuổi) |      |     | FC Seoul               |
| 7  | TV | Koo Ja-Cheol    | 27 tháng 2, 1989 (19 tuổi) |      |     | Jeju United            |
| 10 | TĐ | Cho Young-Cheol | 31 tháng 5, 1989 (19 tuổi) |      |     | Yokohama FC            |
| 11 | TV | Seo Jung-Jin    | 26 tháng 9, 1989 (19 tuổi) |      |     | Jeonbuk Hyundai Motors |
| 12 | TM | Kim Da-Sol      | 4 tháng 1, 1989 (19 tuổi)  |      |     | Yonsei University      |
| 13 | TV | Oh Bong-Jin     | 30 tháng 6, 1989 (19 tuổi) |      |     | Jeju United            |
| 14 | TV | Lee Chang-Ho    | 5 tháng 4, 1989 (19 tuổi)  |      |     | Soongsil University    |
| 15 | TV | Seo Yong-Duk    | 10 tháng 9, 1989 (19 tuổi) |      |     | Yonsei University      |
| 16 | TĐ | Choi Jung-Han   | 3 tháng 6, 1989 (19 tuổi)  |      |     | Yonsei University      |
| 17 | TV | Yoo Ji-No       | 6 tháng 11, 1989 (18 tuổi) |      |     | Chunnam Dragons        |
| 18 | TĐ | Kim Dong-Sub    | 29 tháng 3, 1989 (19 tuổi) |      |     | Shimizu S-Pulse        |
| 19 | HV | Yang Joon-A     | 13 tháng 6, 1989 (19 tuổi) |      |     | Korea University       |
| 20 | HV | Hong Jeong-Ho   | 12 tháng 8, 1989 (19 tuổi) |      |     | Chosun University      |
| 21 | TM | Kim Seung-Gyu   | 30 tháng 9, 1990 (18 tuổi) |      |     | Ulsan Hyundai          |
| 23 | TV | Kim Bo-Kyung    | 6 tháng 10, 1989 (19 tuổi) |      |     | Hongik University      |
| 24 | TV | Park Jong-Woo   | 10 tháng 3, 1989 (19 tuổi) |      |     | Yonsei University      |
| 27 | HV | Kim Jae-Min     | 8 tháng 3, 1989 (19 tuổi)  |      |     | Soongsil University    |
| 28 | TĐ | Han Jae-Man     | 20 tháng 3, 1989 (19 tuổi) |      |     | Dongguk University     |

### Iraq
Huấn luyện viên: Hakim Shaker
| 0#0 | Vị trí | Cầu thủ                  | Ngày sinh và tuổi          | Câu lạc bộ        |
| --- | ------ | ------------------------ | -------------------------- | ----------------- |
| 1   | TM     | Mohannad Qasim           | 1 tháng 7, 1990 (18 tuổi)  | Baghdad           |
| 2   | HV     | Waleed Bahar             | 27 tháng 4, 1991 (17 tuổi) | Al-Naft           |
| 3   | HV     | Mohammed Hussein Jassim  |                            | Maysan FC         |
| 4   | HV     | Faris Hassan Neamah      |                            | Al-Sinaa          |
| 5   | TV     | Nadeem Karim             | 1 tháng 1, 1989 (19 tuổi)  | Al-Naft           |
| 6   | HV     | Mohammed Abdul-Zahra     | 1 tháng 1, 1989 (19 tuổi)  | Al-Naft           |
| 7   | TV     | Salar Abdul-Jabbar       |                            | Al-Zawraa         |
| 8   | TV     | Jaber Shakir             |                            | Al-Kahraba        |
| 9   | TV     | Qays Tareq Ali           |                            | Al-Shorta         |
| 10  | TV     | Mohammed Faisal Mutashar |                            | Iraq              |
| 11  | TV     | Nabeel Sabah             | 1 tháng 7, 1990 (18 tuổi)  | Al-Kahraba        |
| 12  | TV     | Ali Sabah Abas           |                            | Iraq              |
| 13  | TV     | Salam Mohsin Sadeq       |                            | Iraq              |
| 14  | TV     | Hussein Jawad Kadhim     |                            | Al-Shatra         |
| 15  | HV     | Hussein Ali Waheed       |                            | Al-Quwa Al-Jawiya |
| 16  | TĐ     | Akram Hashim             |                            | Iraq              |
| 20  | TĐ     | Ayood Ayad Mohammed      |                            | Peris FC          |
| 23  | TM     | Ali Mutashar             | 7 tháng 5, 1989 (19 tuổi)  | Al-Naft           |
| 24  | TV     | Wissam Sajjad            |                            | Karbala FC        |
| 25  | TĐ     | Hussein Kareem           | 3 tháng 6, 1990 (18 tuổi)  | Iraq              |
| 27  | HV     | Saif Jabbar              |                            | Al-Jaish          |
| 29  | TĐ     | Ali Oudah                |                            | Al-Jaish          |
| 40  | TM     | Salih Qaed Sadeer        |                            | Najaf             |

## Bảng C

### Trung Quốc
Huấn luyện viên: Liu Chunming

| Số | VT | Cầu thủ         | Ngày sinh (tuổi)            | Trận | Bàn | Câu lạc bộ            |
| -- | -- | --------------- | --------------------------- | ---- | --- | --------------------- |
| 1  | TM | Wu Yan          | 7 tháng 1, 1989 (19 tuổi)   |      |     | Wuhan Optics Valley   |
| 4  | HV | Liu Yi          | 26 tháng 8, 1988 (20 tuổi)  |      |     | Tianjin Teda F.C.     |
| 5  | HV | Yu Yang         | 6 tháng 8, 1989 (19 tuổi)   |      |     | Beijing Guoan         |
| 6  | TV | Hui Jiakang     | 19 tháng 1, 1989 (19 tuổi)  |      |     | Shenzhen Shangqingyin |
| 8  | TV | Cao Yunding     | 22 tháng 11, 1989 (18 tuổi) |      |     | Shanghai East Asia    |
| 11 | TĐ | Zhang Yuan      | 8 tháng 12, 1989 (18 tuổi)  |      |     | Chengdu Blades        |
| 12 | TĐ | Zhang Chengdong | 9 tháng 2, 1989 (19 tuổi)   |      |     | Liaoning FC           |
| 13 | HV | Zheng Zheng     | 11 tháng 7, 1989 (19 tuổi)  |      |     | Shandong Luneng       |
| 14 | TV | Piao Cheng      | 21 tháng 8, 1989 (19 tuổi)  |      |     | Yanbian FC            |
| 15 | TV | Zhang Linpeng   | 9 tháng 5, 1989 (19 tuổi)   |      |     | Shanghai East Asia    |
| 16 | TV | Liu Xiaodong    | 14 tháng 1, 1989 (19 tuổi)  |      |     | Changchun Yatai       |
| 17 | TĐ | Tan Yang        | 9 tháng 1, 1989 (19 tuổi)   |      |     | Zhejiang Greentown    |
| 18 | TV | Jiang Xiaoyu    | 11 tháng 6, 1989 (19 tuổi)  |      |     | Chengdu Blades        |
| 19 | HV | Wu Xi           | 19 tháng 2, 1989 (19 tuổi)  |      |     | Hebei Tiangong        |
| 20 | HV | Qiu Tianyi      | 31 tháng 1, 1989 (19 tuổi)  |      |     | Harbin Yiteng F.C.    |
| 21 | TĐ | Zhang Jian      | 28 tháng 2, 1989 (19 tuổi)  |      |     | Chongqing Lifan       |
| 22 | TM | Hou Sen         | 30 tháng 6, 1989 (19 tuổi)  |      |     | Beijing Guoan         |
| 23 | HV | Li Haozhen      | 3 tháng 1, 1989 (19 tuổi)   |      |     | Shaanxi Chanba        |
| 25 | TM | Liu Dianzuo     | 26 tháng 6, 1990 (18 tuổi)  |      |     | Harbin Yiteng F.C.    |
| 27 | TV | Wang Liang      | 23 tháng 7, 1989 (19 tuổi)  |      |     | Dalian Shide Siwu FC  |
| 21 | TĐ | Zhou Liao       | 14 tháng 1, 1989 (19 tuổi)  |      |     | Wuhan Optics Valley   |
| 33 | TV | Li Zhichao      | 18 tháng 2, 1989 (19 tuổi)  |      |     | Dalian Shide Siwu FC  |
| 34 | TV | Wang Yunlong    | 22 tháng 2, 1990 (18 tuổi)  |      |     | Shanghai East Asia    |

### CHDCND Triều Tiên
| Số | VT | Cầu thủ         | Ngày sinh (tuổi)            | Trận | Bàn | Câu lạc bộ                           |
| -- | -- | --------------- | --------------------------- | ---- | --- | ------------------------------------ |
| 1  | TM | O Mun-Song      | 14 tháng 12, 1990 (17 tuổi) |      |     | Sobaeksu                             |
| 2  | HV | Sim Hyon-Jin    | 1 tháng 1, 1991 (17 tuổi)   |      |     | Sobaeksu                             |
| 3  | HV | Ri Hyong-Mu     | 4 tháng 11, 1991 (16 tuổi)  |      |     | Sobaeksu                             |
| 4  | HV | Han Kyong-Gwang | 16 tháng 2, 1990 (18 tuổi)  |      |     | Sobaeksu                             |
| 5  | HV | Kang Chol-Ryong | 20 tháng 6, 1990 (18 tuổi)  |      |     | Sobaeksu                             |
| 6  | HV | Kang Chol-Ryong | 1 tháng 7, 1990 (18 tuổi)   |      |     | Pyongyang                            |
| 7  | TV | Myong Cha-Hyon  | 20 tháng 3, 1990 (18 tuổi)  |      |     | Sobaeksu                             |
| 8  | TV | Pak Yu-Il       | 5 tháng 1, 1990 (18 tuổi)   |      |     | Sobaeksu                             |
| 9  | TĐ | An Il-Bom       | 2 tháng 12, 1990 (17 tuổi)  |      |     | Sobaeksu                             |
| 10 | TV | Ri Sang-Chol    | 26 tháng 12, 1990 (17 tuổi) |      |     | Amrokgang                            |
| 11 | TV | Pak Hyong-Jin   | 6 tháng 7, 1990 (18 tuổi)   |      |     | Sobaeksu                             |
| 12 | TV | Ri Kum Song     |                             |      |     | Cộng hòa Dân chủ Nhân dân Triều Tiên |
| 13 | TV | O Jin-Hyok      | 28 tháng 2, 1990 (18 tuổi)  |      |     | Rimyongsu                            |
| 14 | TĐ | Rim Chol-Min    | 24 tháng 11, 1990 (17 tuổi) |      |     | Sobaeksu                             |
| 15 | TV | Hong Kum Song   | 3 tháng 6, 1990 (18 tuổi)   |      |     | Cộng hòa Dân chủ Nhân dân Triều Tiên |
| 16 | TĐ | Pak Kwang-Ryong | 21 tháng 9, 1992 (16 tuổi)  |      |     | Kigwancha                            |
| 17 | TV | Han Jin I       |                             |      |     | Cộng hòa Dân chủ Nhân dân Triều Tiên |
| 18 | TĐ | Thak Ho Nam     |                             |      |     | Cộng hòa Dân chủ Nhân dân Triều Tiên |
| 19 | TV | Jo Jong Chol    |                             |      |     | Cộng hòa Dân chủ Nhân dân Triều Tiên |
| 20 | TM | Ri Kang         | 20 tháng 4, 1988 (20 tuổi)  |      |     | Cộng hòa Dân chủ Nhân dân Triều Tiên |
| 21 | TĐ | Jong Il-Ju      | 27 tháng 1, 1990 (18 tuổi)  |      |     | Sobaeksu                             |
| 22 | TM | Kim Yong Gil    |                             |      |     | Cộng hòa Dân chủ Nhân dân Triều Tiên |

### Liban
- Huấn luyện viên:  Samir Saad[1]

| Số | VT | Cầu thủ                   | Ngày sinh (tuổi) | Trận | Bàn | Câu lạc bộ |
| -- | -- | ------------------------- | ---------------- | ---- | --- | ---------- |
|    |    | Mohamad Dakramanji        |                  |      |     |            |
|    |    | Niazy Shheme              |                  |      |     |            |
|    |    | Simon Assaf               |                  |      |     |            |
|    |    | Omar Ouaida               |                  |      |     |            |
|    |    | Mohamad Alame             |                  |      |     |            |
|    |    | Hussein Awada             |                  |      |     |            |
|    |    | Abdallah Taleb            |                  |      |     |            |
|    |    | Mohamad Jaafar            |                  |      |     |            |
|    |    | Ali Bazzi                 |                  |      |     |            |
|    |    | Kassem Leila              |                  |      |     |            |
|    |    | Ali Farran                |                  |      |     |            |
|    |    | Ahmad Zreik               |                  |      |     |            |
|    |    | Kassem Mannaa             |                  |      |     |            |
|    |    | Nour Mansour              |                  |      |     |            |
|    |    | Hassan Alaouieh           |                  |      |     |            |
|    |    | Rabih Ataya               |                  |      |     |            |
|    |    | Amin Ismail Fadel         |                  |      |     |            |
|    |    | Mohamad Haidar            |                  |      |     |            |
|    |    | Nazih Hassan Khodr Assaad |                  |      |     |            |
|    |    | Mohamad Hijazi            |                  |      |     |            |
|    |    | A. Termoss                |                  |      |     |            |
|    |    | Mustapha Chahine          |                  |      |     |            |
|    |    | Milan Ismail Fadel        |                  |      |     |            |

## Bảng D

### Úc
| Số | Vt | Cầu thủ            | Ngày sinh (tuổi)            | Số trận | Câu lạc bộ               |
| -- | -- | ------------------ | --------------------------- | ------- | ------------------------ |
| 2  | HV | Sebastian Ryall    | 18 tháng 7, 1989 (19 tuổi)  |         | Melbourne Victory        |
| 3  | TV | Ben Kantarovski    | 10 tháng 1, 1992 (16 tuổi)  |         | Newcastle Jets           |
| 4  | HV | Luke DeVere        | 5 tháng 11, 1989 (18 tuổi)  |         | Queensland Roar          |
| 5  | HV | Nikolas Tsattalios | 1 tháng 3, 1990 (18 tuổi)   |         | Sydney FC                |
| 6  | TV | Mitch Nichols      | 1 tháng 5, 1989 (19 tuổi)   |         | Queensland Roar          |
| 7  | TĐ | Tahj Minniecon     | 13 tháng 2, 1989 (19 tuổi)  |         | Queensland Roar          |
| 8  | TV | James Holland      | 15 tháng 5, 1989 (19 tuổi)  |         | Newcastle Jets           |
| 9  | TĐ | Milos Lujic        | 15 tháng 2, 1990 (18 tuổi)  |         | Melbourne Victory        |
| 11 | TV | Tommy Oar          | 10 tháng 12, 1991 (16 tuổi) |         | Queensland Roar          |
| 12 | TĐ | Jason Naidovski    | 19 tháng 7, 1989 (19 tuổi)  |         | Newcastle Jets           |
| 14 | TV | Oliver Bozanic     | 8 tháng 1, 1989 (19 tuổi)   |         | Reading                  |
| 15 | HV | Matthew Jurman     | 8 tháng 12, 1989 (18 tuổi)  |         | Sydney FC                |
| 16 | HV | Peter Cvetanovski  | 23 tháng 7, 1989 (19 tuổi)  |         | Borussia Mönchengladbach |
| 18 | TM | Andrew Redmayne    | 13 tháng 1, 1989 (19 tuổi)  |         | Central Coast Mariners   |
| 19 | TV | Sam Munro          | 23 tháng 11, 1990 (17 tuổi) |         | Sydney FC                |
| 20 | TĐ | Marko Ješić        | 7 tháng 8, 1989 (19 tuổi)   |         | Newcastle Jets           |
| 23 | TV | Isaka Cernak       | 9 tháng 4, 1989 (19 tuổi)   |         | Queensland Roar          |
| 24 | TV | James Brown        | 19 tháng 2, 1990 (18 tuổi)  |         | Úcn Institute of Sport   |
| 28 | HV | Daniel Mullen      | 26 tháng 10, 1989 (19 tuổi) |         | Adelaide United          |
| 34 | HV | Ryan McGowan       | 15 tháng 8, 1989 (19 tuổi)  |         | Hearts                   |
| 36 | TĐ | Nathan Elasi       | 18 tháng 11, 1989 (18 tuổi) |         | Melbourne Victory        |
| 41 | TM | Michael McEntegart | 17 tháng 1, 1990 (18 tuổi)  |         | Everton                  |
| 42 | TM | Danny Ireland      | 30 tháng 9, 1990 (18 tuổi)  |         | Coventry City            |

### Uzbekistan
The following players were called for Giải vô địch bóng đá U-19 châu Á 2008 in Ả Rập Xê Út
| Số | VT | Cầu thủ                | Ngày sinh (tuổi)            | Trận | Bàn | Câu lạc bộ          |
| -- | -- | ---------------------- | --------------------------- | ---- | --- | ------------------- |
| 1  | TM | Doniyor Usmanov        | 23 tháng 6, 1989 (19 tuổi)  |      |     | FK Neftchi Farg'ona |
| 16 | TM | Mukhiddin Khudoyrov    | 22 tháng 11, 1989 (18 tuổi) |      |     | FC Bunyodkor        |
| 2  | HV | Sherzod Azamov         | 14 tháng 1, 1990 (18 tuổi)  |      |     | Nasaf               |
| 3  | TĐ | Ivan Nagaev            | 17 tháng 2, 1989 (19 tuổi)  |      |     | Nasaf               |
| 4  | HV | Kamoliddin Tadjibaev   | 1 tháng 4, 1989 (19 tuổi)   |      |     | FC Bunyodkor        |
| 8  | TV | Sunnatulla Mamadaliyev | 20 tháng 12, 1990 (17 tuổi) |      |     | Nasaf               |
| 14 | HV | Dilyorbek Irmatov      | 20 tháng 2, 1989 (19 tuổi)  |      |     | FK Neftchi Farg'ona |
| 5  | TV | Zohir Pirimov          | 6 tháng 3, 1990 (18 tuổi)   |      |     | Olmaliq FK          |
| 18 | TV | Jasur Hasanov          | 24 tháng 7, 1989 (19 tuổi)  |      |     | FK Buxoro           |
| 6  | TĐ | Kenja Turaev           | 1 tháng 3, 1989 (19 tuổi)   |      |     | Nasaf Qarshi        |
| 7  | TV | Fozil Musaev           | 2 tháng 1, 1989 (19 tuổi)   |      |     | Mash'al Mubarek     |
| 10 | HV | Islom Tukhtakhodjaev   | 30 tháng 10, 1989 (19 tuổi) |      |     | FK Neftchi Farg'ona |
| 12 | HV | Zohid Raupov           | 7 tháng 6, 1989 (19 tuổi)   |      |     | Olmaliq FK          |
| 17 | TV | Oybek Kilichev         | 17 tháng 1, 1989 (19 tuổi)  |      |     | FC Pakhtakor        |
| 9  | HV | Murod Khalmukhammedov  | 23 tháng 12, 1990 (17 tuổi) |      |     | FC Pakhtakor        |
| 13 | HV | Gulom Urunov           | 7 tháng 6, 1989 (19 tuổi)   |      |     | FC Pakhtakor        |
| 15 | TV | Sherzod Karimov        | 26 tháng 1, 1989 (19 tuổi)  |      |     | FC Pakhtakor        |
| 11 | TĐ | Sanat Shikhov          | 28 tháng 12, 1989 (18 tuổi) |      |     | FC Pakhtakor        |

### Thái Lan
| Số | VT | Cầu thủ               | Ngày sinh (tuổi)            | Trận | Bàn | Câu lạc bộ         |
| -- | -- | --------------------- | --------------------------- | ---- | --- | ------------------ |
| 1  | TM | Kawin Thamsatchanan   | 26 tháng 1, 1990 (18 tuổi)  |      |     | Muangthong United  |
| 2  | TV | Yordrak Namuangrak    | 19 tháng 9, 1989 (19 tuổi)  |      |     | Sriracha           |
| 4  | HV | Nawapol Tantraseni    | 9 tháng 3, 1989 (19 tuổi)   |      |     | Muangthong United  |
| 5  | HV | Komkrit Camsokchuerk  | 20 tháng 4, 1989 (19 tuổi)  |      |     | Bangkok University |
| 7  | HV | Chalermsuk Kaewsuktae | 9 tháng 5, 1989 (19 tuổi)   |      |     | Nakhon Pathom      |
| 8  | HV | Jattupol Sitthilor    | 5 tháng 3, 1990 (18 tuổi)   |      |     | Khonkaen           |
| 9  | TV | Supaphorn Prompinit   | 3 tháng 3, 1989 (19 tuổi)   |      |     | Sriracha           |
| 10 | TV | Kroekrit Thaweekarn   | 19 tháng 11, 1990 (17 tuổi) |      |     | Sriracha           |
| 12 | TĐ | Kraikitti In-utane    | 1 tháng 3, 1989 (19 tuổi)   |      |     | Tobacco Monopoly   |
| 13 | TV | Attapong Nooprom      | 13 tháng 2, 1990 (18 tuổi)  |      |     | Sriracha           |
| 14 | TV | Niranrit Jarernsuk    | 9 tháng 6, 1989 (19 tuổi)   |      |     | Coke Bangpra       |
| 15 | HV | Seeket Madputeh       | 9 tháng 3, 1989 (19 tuổi)   |      |     | Coke Bangpra       |
| 16 | HV | Sujarit Jantakul      | 4 tháng 3, 1989 (19 tuổi)   |      |     | Sriracha           |
| 18 | TM | Samuel Cunningham     | 18 tháng 1, 1989 (19 tuổi)  |      |     | Raj Pracha         |
| 19 | TV | Wattanasap Jarernsri  | 1 tháng 1, 1989 (19 tuổi)   |      |     | Chula-Sinthana     |
| 20 | TV | Anusorn Srichaluang   | 8 tháng 10, 1989 (19 tuổi)  |      |     | Bangkok Bank       |
| 21 | HV | Theeraton Bunmathan   | 6 tháng 2, 1990 (18 tuổi)   |      |     | Raj Pracha         |
| 23 | TĐ | Charin Boodhad        | 24 tháng 1, 1989 (19 tuổi)  |      |     | Khonkaen           |
| 24 | TV | Rachanon Srinork      | 24 tháng 6, 1989 (19 tuổi)  |      |     | Osotspa            |
| 25 | HV | Wasan Pramkum         | 1 tháng 3, 1990 (18 tuổi)   |      |     | Coke Bangpra       |
| 27 | HV | Tanasak Srisai        | 25 tháng 9, 1989 (19 tuổi)  |      |     | Prachinburi        |
| 29 | TĐ | Ekkachai Rittipan     | 23 tháng 5, 1990 (18 tuổi)  |      |     | Sriracha           |
| 33 | TM | Todsaporn Sri-reung   | 18 tháng 3, 1990 (18 tuổi)  |      |     | Samut Songkhram    |

### Jordan
Huấn luyện viên:  Ahmed Abdel-Qader
| Số | Vt | Cầu thủ                | Ngày sinh (tuổi) | Số trận | Câu lạc bộ       |
| -- | -- | ---------------------- | ---------------- | ------- | ---------------- |
| 1  | TM | Feras Saleh            |                  |         | Al-Wahdat SC     |
| 2  | HV | Tareq Khattab          |                  |         | Al-Wahdat SC     |
| 3  | HV | Oday Zahran            |                  |         | Shabab Al-Ordon  |
| 4  | TV | Khalil Bani Attiah     |                  |         | Al-Faisaly       |
| 5  | HV | Zaid Jaber             |                  |         | Shabab Al-Ordon  |
| 6  | HV | Ibrahim Al-Zawahreh    |                  |         | Al-Faisaly       |
| 7  | TV | Yusuf Al-Thudan        |                  |         | Al-Arabi (Irbid) |
| 8  | TĐ | Lo'ay Adous            |                  |         | Al-Baqa'a SC     |
| 9  | TV | Yousef Al-Naber        |                  |         | Shabab Al-Ordon  |
| 10 | TĐ | Amer Abu Hwaiti        |                  |         | Al-Wahdat SC     |
| 11 | TV | Anas Al-Jbarat         |                  |         | Shabab Al-Ordon  |
| 12 | TM | Mustafa Abu Musameh    |                  |         | Al-Arabi (Irbid) |
| 14 | TĐ | Yusuf Al-Rawashdeh     |                  |         | Al-Arabi (Irbid) |
| 15 | TĐ | Saleh Al-Jawhari       |                  |         | Al-Jazeera       |
| 16 | TV | Omar Jarwan            |                  |         |                  |
| 17 | TV | Ahmed Shaalan          |                  |         | Al-Wahdat SC     |
| 18 | HV | Yasser Al-Rawashdeh    |                  |         | Al-Arabi (Irbid) |
| 19 | HV | Ahmed Habboul          |                  |         |                  |
| 21 | HV | Mohammad Fatma         |                  |         |                  |
| 22 | TM | Adel Yaseen            |                  |         |                  |
| 22 | TM | Maali Al-Hattab        |                  |         |                  |
| 23 | TV | Saeed Murjan           |                  |         | Al-Arabi (Irbid) |
| 24 | TV | Tariq Nader            |                  |         |                  |
|    | TV | Ahmed Samir            |                  |         | Al-Jazeera       |
|    | TĐ | Mohammad Omar Shishani |                  |         | Al-Ahli          |
|    | TV | Ahmed Elias            |                  |         | Al-Wahdat SC     |
|    | TM | Abdullah Al-Zubi       |                  |         | Al-Ramtha SC     |
|    | TM | Salah Massad           |                  |         | Al-Yarmouk FC    |
|    | HV | Karim Obeidat          |                  |         | Kufrsoum SC      |
|    | HV | Amjad Al-Fadel         |                  |         | Al-Ramtha SC     |
|    | TV | Hamza Ibrahim          |                  |         |                  |
|    | HV | Mahmoud Al-Amoush      |                  |         |                  |
|    | HV | Ghassan Ayyeh          |                  |         |                  |
|    | TV | Hamza Ibrahim          |                  |         |                  |